# Lama Spear-Point

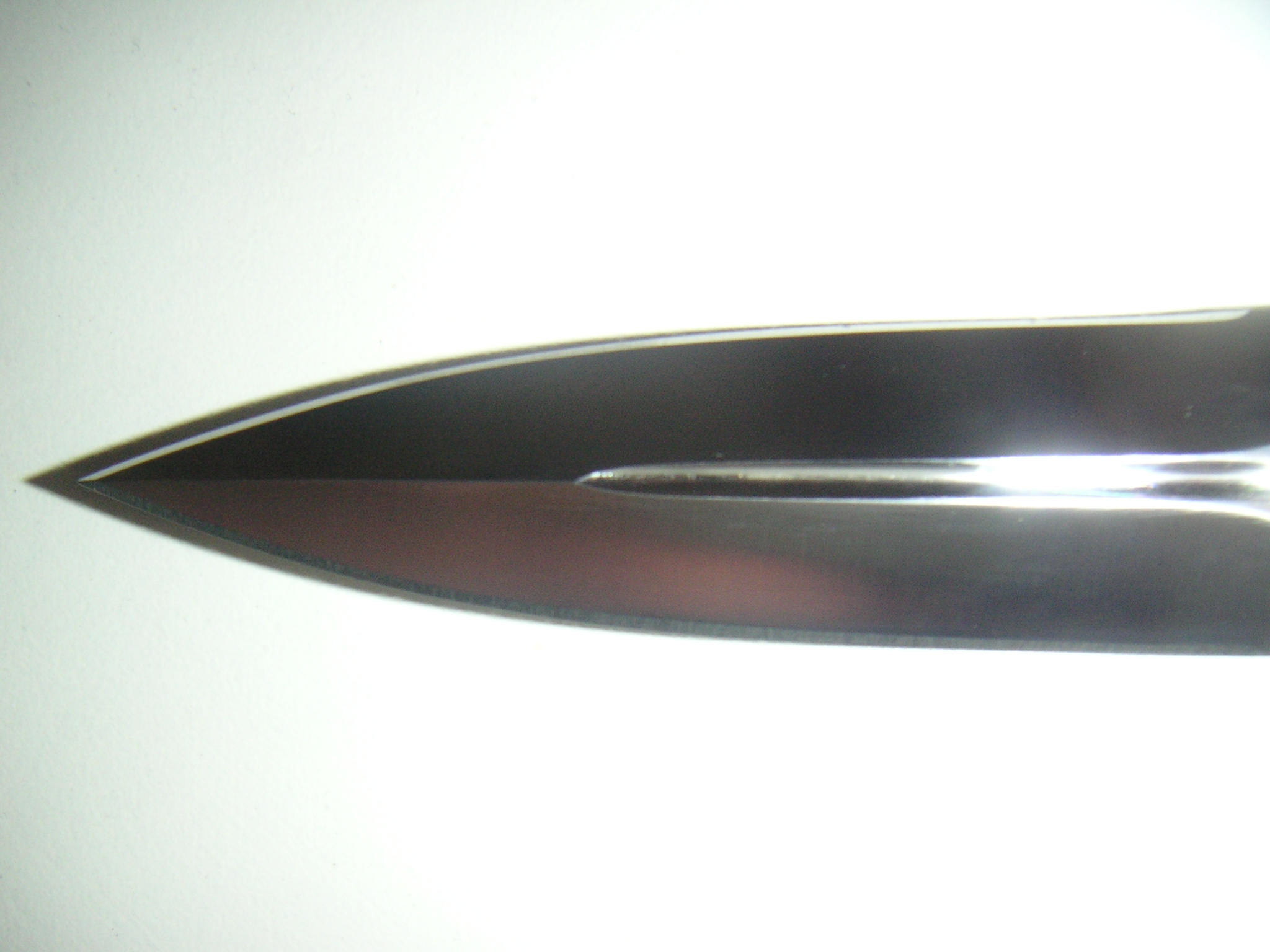
Lama Spear-Point

Una lama Spear-Point è una lama a forma simmetrica rispetto all'asse longitudinale.
Il dorso lama può mostrare un ricasso, o la lama, come nel caso del pugnale, avere due fili. In entrambi i casi la punta della lama giace sull'asse di simmetria longitudinale.